# Застава Јужне Осетије
Застава Јужне Осетије је тробојка, беле (горе), црвене и жуте боје са хоризонтално постављеним пољима. Заставу је прописао устав од 26. новембра 1990. године а потврдила посебна Регулација од 30. марта 1992. године. Боје симболизују храброст у борби (црвена), моралну чистоту (бела) и богатство и просперитет (жута). Заставу користи и Алтернативна власт Јужне Осетије која се противи сепаратистичкој у Цхинвалију. 
Застава је практично идентична застави Северне Осетије, једина разлика је пропорција.